# رپتی‌نوب
رپتی‌نوب (انگلیسی: Reptynub؛ ‏‎/rɛptiːnʊb/‎؛ حوالی سال ۲۴۳۰ پیش از میلاد) یک ملکه همسر در مصر باستان بود که در دوران حکمرانی دودمان پنجم مصر زندگی می‌کرد. او همسر فرعون نیوسررع بود و احتمال دارد مادر منکاوحور کایو نیز بوده باشد. (در صورتی که این پادشاه پسر نیوسررع بوده باشد).
شناسایی رپتی‌نوب به‌عنوان همسر نیوسررع بر پایهٔ کشف قطعه‌ای از یک تندیس در پرستشگاه تدفینی او صورت گرفته است. همچنین، هرم کوچکی که در کنار هرم نیوسررع قرار دارد، احتمالاً به همسر او تعلق داشته و ممکن است متعلق به رپتی‌نوب بوده باشد.
قطعاتی از تندیس یک ملکه نیز در آرامگاه وزیر پتاح‌شپسس و همسرش، شاهدخت خعمررنبتی یافت شده است. هرچند نامی بر روی این قطعات وجود ندارد، گمان می‌رود که تندیس، رپتی‌نوب را نشان می‌دهد.
رپتی‌نوب ممکن است مادر شاهدخت رپوت‌نِبتی نیز بوده باشد؛ شاهدختی که نامش بر قطعه‌ای از سنگ آهک در مجموعهٔ هرم ملکه خنت‌کاوس دوم ذکر شده است. نام او به افتخار ایزدبانوان «دو بانو» (Two Ladies) انتخاب شده بود.
یکی دیگر از فرزندان احتمالی رپتی‌نوب، شاهزاده خنتی‌کائوحور بوده است.
پدرشوهر رپتی‌نوب، فرعون نفریرکارع کاکای بود و برادرشوهرش، فرعون نفرفرع.